# Зюльтен, Вернер
Вернер Зюльтен (нем. Werner Sylten; 9 августа 1893, Хергисвиль, Швейцария — 26 августа 1942, Хартхайм, Австрия) — протестантский богослов еврейского происхождения, воспитатель и духовник, противник национал-социалистов, спасавший людей христианского и еврейского происхождения, помогая организовать им визы за рубеж, праведник народов мира. Был сам преследован национал-социалистами и впоследствии убит.

## Жизнь и деятельность
Вернер Зюльтен родился старшим из пяти детей в семье в городе Хергисвиль в швейцарском кантоне Нидвальден. Отец Вернера Альфред Зильберштайн (нем. Alfred Silberstein) был химиком, кандидатом наук еврейского происхождения. Из-за деятельности отца семья часто переезжала, и Вернер Зюльтен посещал школы в Берлине, Фридебурге возле г. Вроцлав и в Лор-ам-Майне. Он изучал теологию в Марбурге и был членом студенческого объединения Schwarzburgbund в округе Франкония Марбург. Во время обучения он также записался солдатом и был на фронте в первой мировой войне.
После первой мировой войны он закончил своё обучение в Берлине, дополнив его специальностями политическая экономия и социальная педагогика. Вначале Вернер Зюльтен работал в качестве викария для молодёжи в Гёттингене и в качестве пастора в Хильдесхайме. С 1925 года Зюльтер занимался церковной социальной работой для социально незащищённых и сложных молодых людей. Одной из главных заслуг Зюльтена была его работа в качестве настоятеля в интернате для трудновоспитуемых девочек в городке Бад-Кёстриц в немецкой земле Тюрингия. Он вложил много труда и души для реформации этого заведения и улучшения его работы и качества жизни послушниц, так что вскоре девочки могли закончить интернат с дипломом о профессиональной подготовке в качестве домработниц, швей и пр. Во время руководства интернатом Вернер Зюльтен познакомился со многими педагогами, в том числе и с пастором Генрихом Грюбером, тогда руководителем воспитательного центра для молодёжи в Темплине, регион Уккермарк. Несмотря на все заслуги, в 1936 году Зюльтена освободили от его обязанностей в качестве настоятеля интерната, в первую очередь из-за его еврейских корней. Вместе с ним в знак протеста интернат покинули порядка 18 воспитателей, сотрудники интерната.
Супруга Вернера Зюльтена Хильдегард (нем. Hildegard Sylten geb. Witting) не могла вынести безысходность и огромное общественное давление, которому подвергалась семья «полуеврея» в то время и покончила с собой в 1935 году. У Вернена и Хильдегард Зюльтен к тому времени было двое сыновей — Райнхард и Вернер.

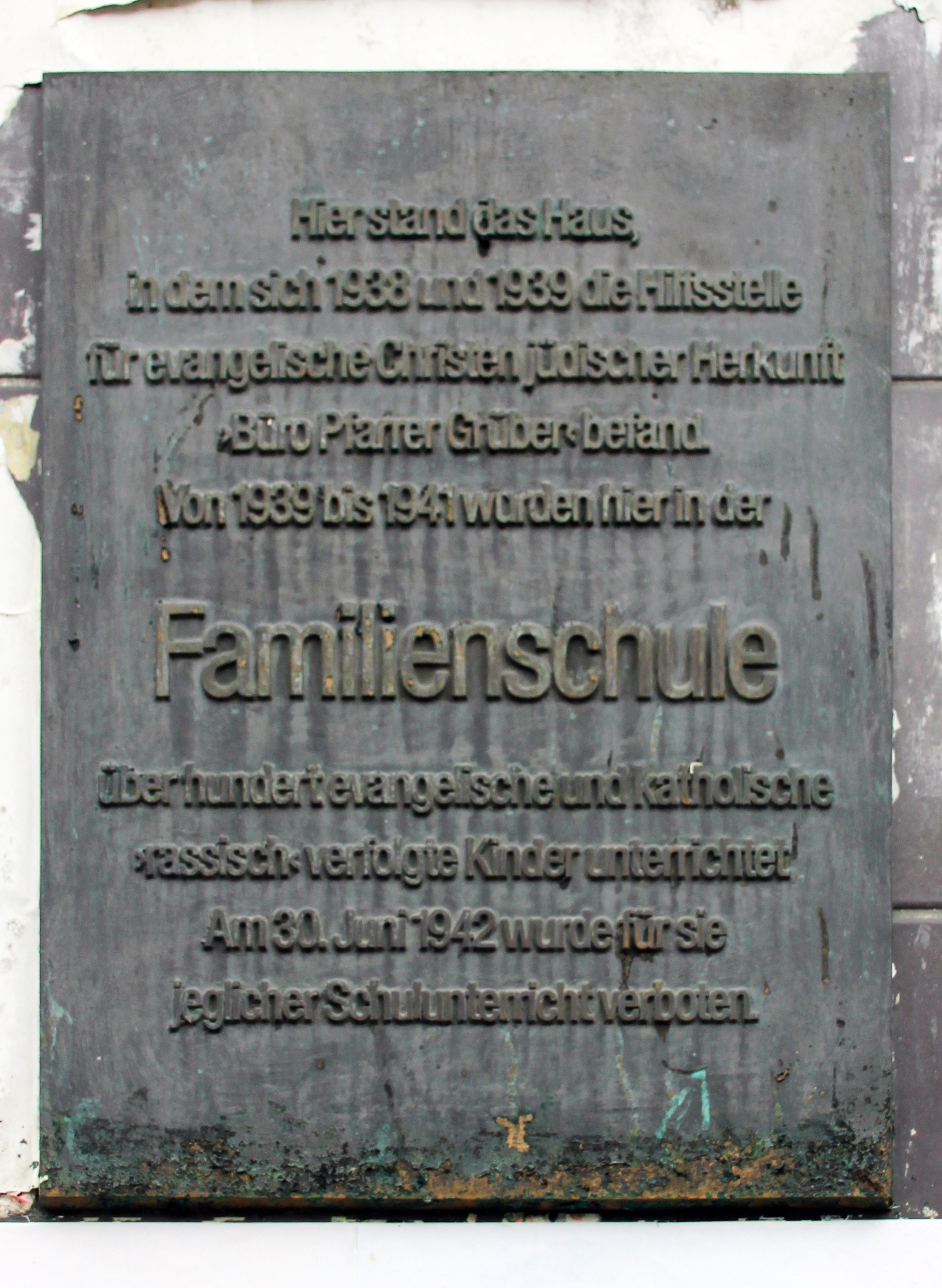
Памятная доска на доме на Ораниенбургерштрассе 20 в Берлине, в котором располагалось Бюро Грюбера.

Позднее Зюльтер вступил в Пасторский Союз (нем. Pfarrernotbund) и, с помощью Мартина Нимёллера, получил рабочее место у пастора Генриха Грюбера в его берлинском пункте помощи, или Бюро Грюбера (нем. Büro Grüber), где он был ответственным духовным попечителем. В Бюро Грюбера обращались люди христианского и еврейского происхождения, преследуемые национал-социалистами. С помощью зарубежных контактов Генриха Грюбера Вернер Зюльтен и другие сотрудники организовали более 1000 иммиграционных виз на выезд из Германии людям «неарийского» происхождения, и, тем самым, спасли им жизнь. Генрих Грюбер предлагал Вернеру Зюльтену самому воспользоваться возможностью и иммигрировать за рубеж, однако тот не принял этого предложения, продолжая выполнять свою работу по спасению других.
В то время Вернер Зюльтен проживал со своей новой гражданской женой Брунхильдой Ледер (нем. Brunhilde Lehder) и своими двумя детьми в берлинском районе Кёпеник (Wendeschloss). После того, как Гестапо арестовало пастора Генриха Грюбера в конце 1940 году, Вернер Зюльтен продолжал руководить деятельностью его бюро. Вскоре после этого Гестапо издало приказ Вернеру Зюльтену закрыть бюро до 1 февраля 1941 года, что он и сделал. Многих сотрудников берлинского бюро Грюбера арестовали в последующие недели и месяцы. Поскольку, согласно Нюрнбергским расовым законам, сотрудники Бюро Грюбера относились к «полноценным евреям», они были депортированы в концентрационные лагеря и убиты.
Самого Вернера Зюльтена арестовали 27 февраля 1941 года, привезли в тюрьму на Александерплатц, откуда впоследствии отправили в концентрационный лагерь Дахау. Там он должен был выполнять тяжёлую сельскохозяйственную работу. Тем не менее, он продолжил свою работу как духовный настоятель и в концентрационном лагере, помогая другим заключённым. Телесные наказания и нечеловеческие условия жизни сделали своё, Вернер Зюльтен тяжело заболел, но старался не записываться в больницу, так как это означало бы верную смерть в виде транспорта из лагеря. Генриху Грюберу, которого впоследствии также отправили в этот же лагерь, удалось однажды подкупить одного из офицеров, и имя Вернера Зюльтена было снято с одного из таких транспортных листов. Однако вскоре в результате гнойного высыпания Вернера Зюльтена отправили в больницу, а впоследствии выслали с транспортом из лагеря. Вероятно 12 августа 1942 года его привезли в место эвтаназии нацистов, замок Хартхайм в Австрии, где он был убит в газовой камере. Официальная дата смерти, значащаяся в его свидетельстве о смерти — 26 августа 1942 года.
Сыновья Вернера Зюльтена Вальтер и Райнхард остались жить в Берлине. Райнхард (1926—2014) был архитектором в Восточном Берлине, в то время как Вальтер (г.р. 1930) работал в городском управлении и до сих пор живёт в Западном Берлине. Тюрингское правительство впоследствии признало свою ответственность за отстранение Вернера Зюльтена от его работы — путь, который привёл Зюльтена к его гибели. По словам его сына Вальтера, Зюльтен верил в лояльность правительства нацистской Германии по отношению к солдатам, воевавшим в Первой мировой войне и, вероятно, это была одна из причин, почему он не принял предложение Генриха Грюбера иммигрировать из страны, предпочтя остаться и помогать другим.

## Наследие Вернера Зюльтена
В одном из последних писем из концентрационного лагеря Дахау Вернер Зюльтен пишет своим сыновьям: «Мой дорогой Райнхард, никогда не забывай о том, чтобы быть благодарным — даже когда тебе плохо. Ведь у нас всегда есть, за что благодарить Б-га. Просто обрати на это внимание! Тот, в ком живёт благодарность, не очерствеет душой. Вас всегда окружало столько любви, которая пробуждала в вас новую любовь, и вы несли её миру. Миру нужно много, много любви» (датировано 11 января 1942 года).

## Признание

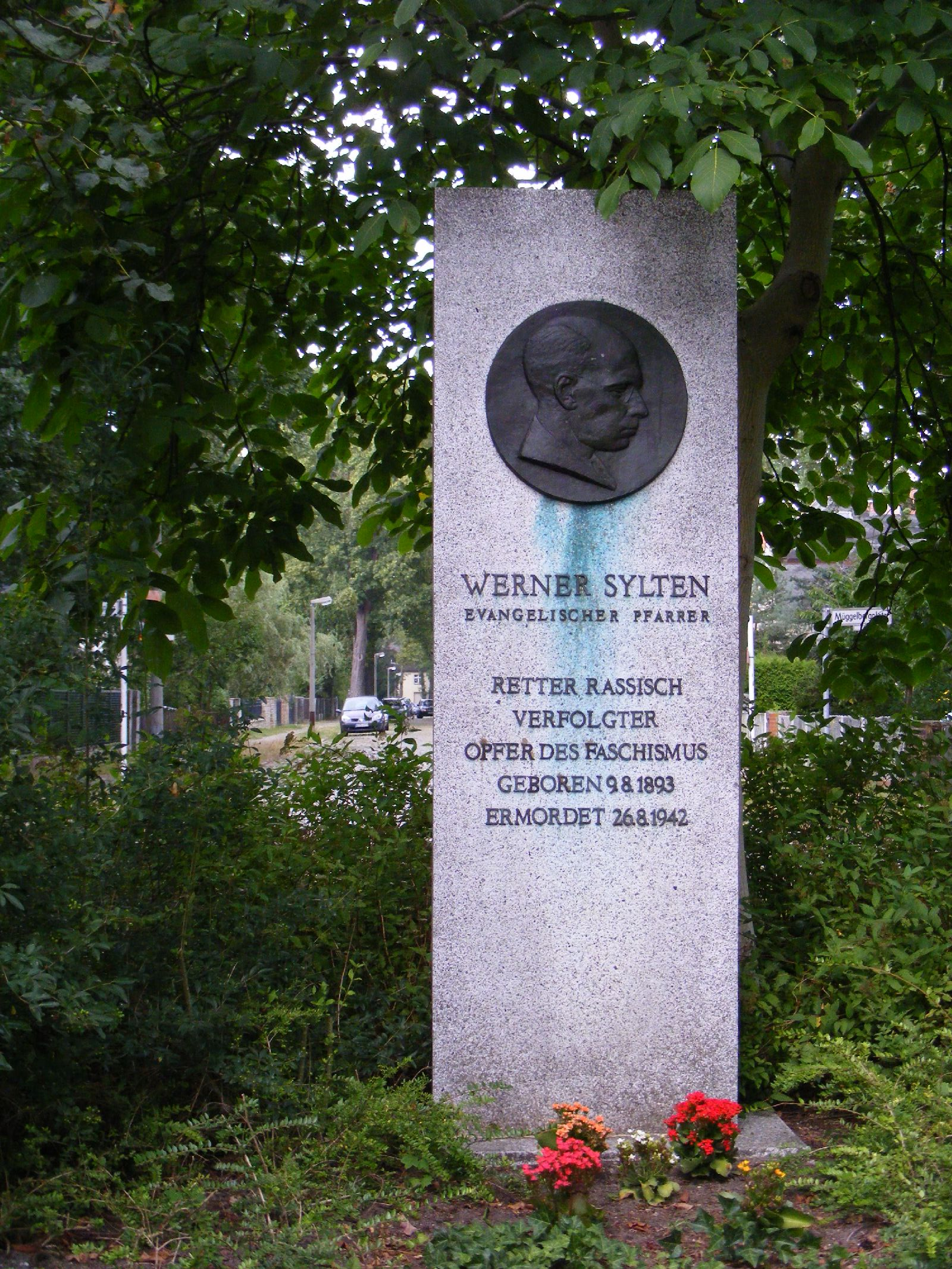
Мемориал Вернеру Зюльтену в Хартхайме, Австрия

- Мемориал Вернеру Зюльтену в Хартхайме, Австрия Протестантская церковь Германии чтит память Вернера Зюльтена, внеся 26 августа как памятный день Вернера Зюльтена в протестантский календарь имён
- В тюрингском городке Бад Кёстриц именем Вернера Зюльтена названа улица (нем. Werner-Sylten-Straße)
- В 1963 году в берлинском районе Целендорф именем Вернера Зюльтена названа дорога (нем. Werner-Sylten-Weg)[6]
- В 1977 году торжественно посвящён общинный центр Вернера Зюльтена в тюрингском городе Айзенах (нем. Gemeindezentrum Werner-Sylten-Haus)
- В 1979 году израильский Институт Катастрофы и героизхма «Яд ва-Шем» признал Вернера Зюльтена праведником народов мира[7]
- В 1993 году церковная община Св. Лаурентия (нем. St.-Laurentius-Kirchengemeinde) в районе Альт-Кёпеник переименовала свой молитвенный зал в зал им. Вернера Зюльтена (нем. Werner-Sylten-Saal), а впоследствии и часовню на кладбище в часовню им. Вернера Зюльтена (Werner Sylten-Kapelle)
- 12 декабря 2006 года был установлен «камень памяти» (нем. Stolperstein) перед домом, в котором ранее проживал Вернер Зюльтен по Ostendorfstraße 19 в районе Wendenschloß (берлинский район Кёпениг)[8]. «Камни памяти» также были установлены перед его бывшим домом по адресу Bachstraße 14 в Гота (6 ноября 2012 года), и перед бывшим интернатом для девочек в Бад Кёстриц, в котором Зюльтен был настоятелем (8 сентября 2014 года)[9].
- В тюрингском городе Гота названа улица именем Вернера Зюльтена (нем. Werner-Sylten-Straße).